# Picco (DJ)
Picco (bürgerlich Volker Heinrichs) ist ein deutscher DJ.

## Biografie
Nach ersten Auftritten im Jugendclub bewarb er sich Ende der 1980er Jahre als DJ in einer Disco. Später tourte er als Resident-DJ durch verschiedene Clubs in Nordrhein-Westfalen. Schließlich war er Resident-DJ in den Diskotheken Himmerich und Starfish und gründete den Radiosender Fantasy Dance FM, bei dem er dann leitender Musikredakteur wurde. Anfang der 1990er-Jahre begann er erste eigene Lieder zu produzieren. Mit Frank Wiese und Jimmy Schruff baute er ab 1998 ein gemeinsames Studio und gründete die Hard-Trance-Gruppe „Avancada“. Bereits mit der ersten Single „Go!“ konnte er in die belgischen Verkaufschartseinsteigen. Auf Ibiza wurde er mit dem „Ibiza-Music-Award“ ausgezeichnet. Mittlerweile hat er unter verschiedenen Projektnamen wie „Max David“, „Sample Rippers“, „Rock Massive“ und unter seinem DJ Namen „Picco“ über 150 Singles veröffentlicht. Remixaufträge bekam er u. a. von: „Taio Cruz“, „Scooter“, Helene Fischer, „Fragma“, „DJS From Mars“, „U96“, „Sash!“ u. v. m. Im Jahr 2011 gründete er sein eigenes Plattenlabel „Massive 808“, wo er „Porter Robinson“ entdeckte, und ihn mit der Single „Say My Name“ zum internationalen Durchbruch verhalf. Seine Single „Venga“ wurde unter anderem von „Chuckie“ geremixt. Mit seinen Singles erreichte er über 12 mal in Folge die Top 10 der Deutschen Dance Charts. Seit 2015 tourt er quer durch Europa in Clubs und auf Festivals und legte mehrfach mit Dimitri Vegas & Like Mike, Armin van Buuren, DJs From Mars uva. auf. Auf Ibiza spielte er bereits im Amnesia, Pacha und Nikki Beach. Seit 2017 ist er offizieller Support DJ der Technoband „Scooter“. Als Künstler ist er u. a. bei „Spinnin Records, Sony, Armada und Kontor Records“ unter Vertrag. Mit seinen Songs und Projekten erreichte er bis 2022 allein bei Spotify weit über 100 Millionen Streams.
.

## Diskografie

### Alben
2016
- 10 Years

### Singles
2005
- It Goes On and On
- Jump All Around

2006
- Wicked! (vs. Jens O.)
- Wild & Sick (vs. Jens O.)
- Back to Hawaii
- Island Hoppers

2007
- The Jump Anthem (vs. Jens O.)
- Again (vs. Jens O.)

2008
- Yeke Yeke

2009
- Walk On By

2010
- Can’t Come Home (vs. DJs From Mars)
- Venga
- Naaa

2011
- Mi cafe

2012
- La maquina
- Besame mucho (mit Sean Finn)

2013
- Mash!
- Sax (vs. Karami)
- Venga 2K13

2014
- Somebody to Love
- I Can’t Hear You
- Hardcore Vibez (vs. DJs From Mars)
- Nobody

2015
- 12 Inch
- You Know Why

2016
- Light my Fire
- Yeke Yeke 2K16
- Unstoppable

2017
- Like I Love The Mash
- Broke

2018
- Selecta
- Cubano

2019
- Venga 2019
- Back In The Game (Mit Enrico Ostendorf)

2020
- Hasta Bajo (Mit Michael Rankiao)
- Luv 4 Luv (Mit DJ Blackstone)
- Broke

2021
- Don‘t Cross That Line
- Reason
- La Cumbia (Mit Calmani & Grey)
- Partymonster
- Broke

2022
- Feel So Lonely
- Hesitate

2023
- Dolce & Gabbana